# Circles (Post Malone)
Circles è un singolo del rapper statunitense Post Malone, pubblicato il 30 agosto 2019 come terzo estratto dal terzo album in studio Hollywood's Bleeding.

## Video musicale
Il video musicale, diretto da Colin Tilley, è stato reso disponibile il 3 settembre 2019 attraverso il canale YouTube dell'artista.

## Tracce
Testi e musiche di Austin Post, Louis Bell, Adam Feeney, Billy Walsh e Kaan Gunesberk.
Download digitale, streaming
1. Circles – 3:34

Download digitale, streaming – Instrumental
1. Circles (Instrumental) – 3:34

## Formazione
Musicisti
- Post Malone – voce, strumentazione, programmazione
- Louis Bell – strumentazione, programmazione
- Frank Dukes – strumentazione, programmazione
- Kaan Gunesberk – strumentazione, programmazione

Produzione
- Post Malone – produzione
- Louis Bell – produzione, produzione vocale, registrazione
- Frank Dukes – produzione
- Manny Marroquin – missaggio
- Chris Galland – assistenza al misaggio
- Robin Florent – assistenza al misaggio
- Scott Desmarais – assistenza al misaggio
- Jeremie Inhaber – assistenza al missaggio
- Mike Bozzi – mastering

## Successo commerciale
In Italia è stato il 32º singolo più trasmesso dalle radio nel 2019.

## Classifiche

### Classifiche settimanali
| Classifica (2019-21)  | Posizione massima |
| --------------------- | ----------------- |
| Argentina             | 84                |
| Australia             | 2                 |
| Austria               | 9                 |
| Belgio (Fiandre)      | 5                 |
| Belgio (Vallonia)     | 15                |
| Canada                | 2                 |
| Corea del Sud         | 138               |
| Croazia               | 6                 |
| Danimarca             | 3                 |
| Estonia               | 4                 |
| Finlandia             | 5                 |
| Francia               | 77                |
| Germania              | 17                |
| Grecia                | 3                 |
| Irlanda               | 2                 |
| Islanda               | 1                 |
| Italia                | 20                |
| Lettonia              | 2                 |
| Libano                | 15                |
| Lituania              | 3                 |
| Lussemburgo           | 6                 |
| Malaysia              | 1                 |
| Norvegia              | 2                 |
| Nuova Zelanda         | 1                 |
| Paesi Bassi           | 4                 |
| Polonia               | 8                 |
| Portogallo            | 11                |
| Regno Unito           | 3                 |
| Repubblica Ceca       | 3                 |
| Repubblica Dominicana | 40                |
| Romania               | 10                |
| Russia                | 8                 |
| Singapore             | 2                 |
| Slovacchia            | 2                 |
| Slovenia              | 4                 |
| Spagna                | 61                |
| Stati Uniti           | 1                 |
| Sudafrica             | 45                |
| Svezia                | 7                 |
| Svizzera              | 10                |
| Ucraina               | 99                |
| Ungheria              | 4                 |

### Classifiche di fine anno
| Classifica (2019) | Posizione |
| ----------------- | --------- |
| Australia         | 20        |
| Austria           | 34        |
| Belgio (Fiandre)  | 68        |
| Canada            | 49        |
| Danimarca         | 35        |
| Germania          | 86        |
| Irlanda           | 29        |
| Islanda           | 15        |
| Lettonia          | 27        |
| Nuova Zelanda     | 28        |
| Paesi Bassi       | 32        |
| Polonia           | 71        |
| Portogallo        | 84        |
| Regno Unito       | 66        |
| Russia            | 107       |
| Stati Uniti       | 62        |
| Svezia            | 71        |
| Svizzera          | 72        |
| Ungheria          | 24        |
| Classifica (2020) | Posizione |
| Australia         | 7         |
| Austria           | 49        |
| Belgio (Fiandre)  | 31        |
| Canada            | 5         |
| Corea del Sud     | 175       |
| Croazia           | 9         |
| Danimarca         | 40        |
| Germania          | 97        |
| Irlanda           | 28        |
| Islanda           | 45        |
| Nuova Zelanda     | 20        |
| Paesi Bassi       | 56        |
| Portogallo        | 28        |
| Regno Unito       | 50        |
| Romania           | 80        |
| Russia            | 57        |
| Slovenia          | 6         |
| Stati Uniti       | 2         |
| Svezia            | 85        |
| Svizzera          | 53        |
| Ungheria          | 44        |
| Classifica (2021) | Posizione |
| Australia         | 66        |
| Portogallo        | 114       |
| Classifica (2022) | Posizione |
| Australia         | 79        |
| Classifica (2023) | Posizione |
| Australia         | 87        |

### Classifiche di fine secolo
| Classifica (2000-2024) | Posizione |
| ---------------------- | --------- |
| Stati Uniti            | 13        |

### Classifiche di tutti i tempi
| Classifica (1958-2021) | Posizione |
| ---------------------- | --------- |
| Stati Uniti            | 19        |